# Heidentor (Carnuntum)

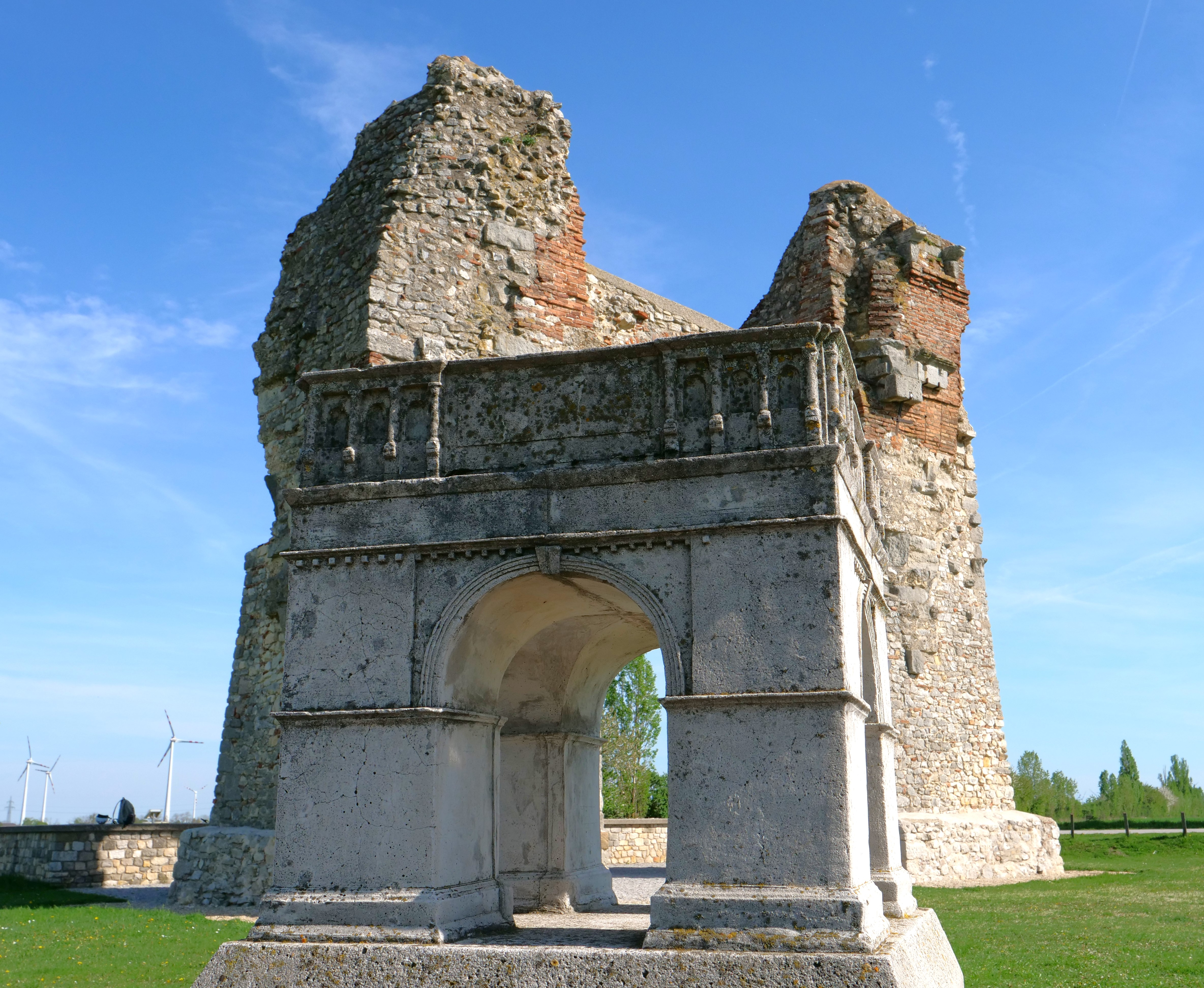
Modell des rekonstruierten Quadrifrons vor Originalüberresten des Heidentors, Ansicht von Norden

Das Heidentor ist ein spätantikes Siegesdenkmal aus dem 4. Jahrhundert n. Chr. in der niederösterreichischen Marktgemeinde Petronell-Carnuntum. Es steht in unmittelbarer Nähe des römischen Carnuntum, eines bedeutenden Legionslagers am Limes Pannonicus und Hauptstadt der Provinz Oberpannonien. Obwohl zu zwei Dritteln zerstört, hinterlässt die Ruine bei ihren Besuchern auch heute noch einen imposanten Eindruck; es hat besser als alle anderen Bauwerke der antiken Stadt die Zeiten überdauert. Zwischen den Jahren 1998 und 2001 wurde das Denkmal aufwändig untersucht und anschließend nach den damals neuesten wissenschaftlichen Methoden von Grund auf restauriert und konserviert. Das Heidentor ist heute eines der bekanntesten Monumente am pannonischen Limes und Symbol des römischen Österreich.

## Name
Die Benennung des Monumentes als heydnisch Tor kam im Mittelalter auf, da der Volksglaube alles römische als heidnisch bezeichnete; in weiterer Folge nahm man an, dass es das Grabmal eines Riesen sei. Ein Colmarer Dominikanerchronist verfasste im 13. Jahrhundert eine Beschreibung der deutschen Lande, in der auch das Heidentor erwähnt wird:

„Dieses Land nennt man Theutonia nach dem Riesen Theuto, der sich dort aufhielt; sein Grabmal zeigt man den Reisenden in der Nähe von Wien.“

Der Vierpfeilerbau muss zu dieser Zeit etwas besser oder vielleicht noch vollständig erhalten gewesen sein und wurde deshalb wohl als Mausoleum angesehen. In der Umgebung Wiens gab es damals kein Gebäude, das mit dem Heidentor vergleichbar gewesen wäre.

## Datierung und Funktion

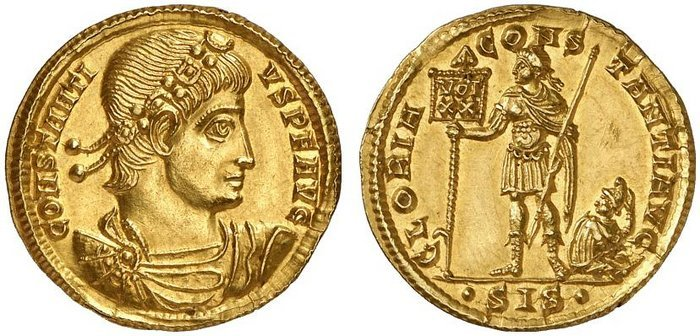
Solidus Constantius’ II.

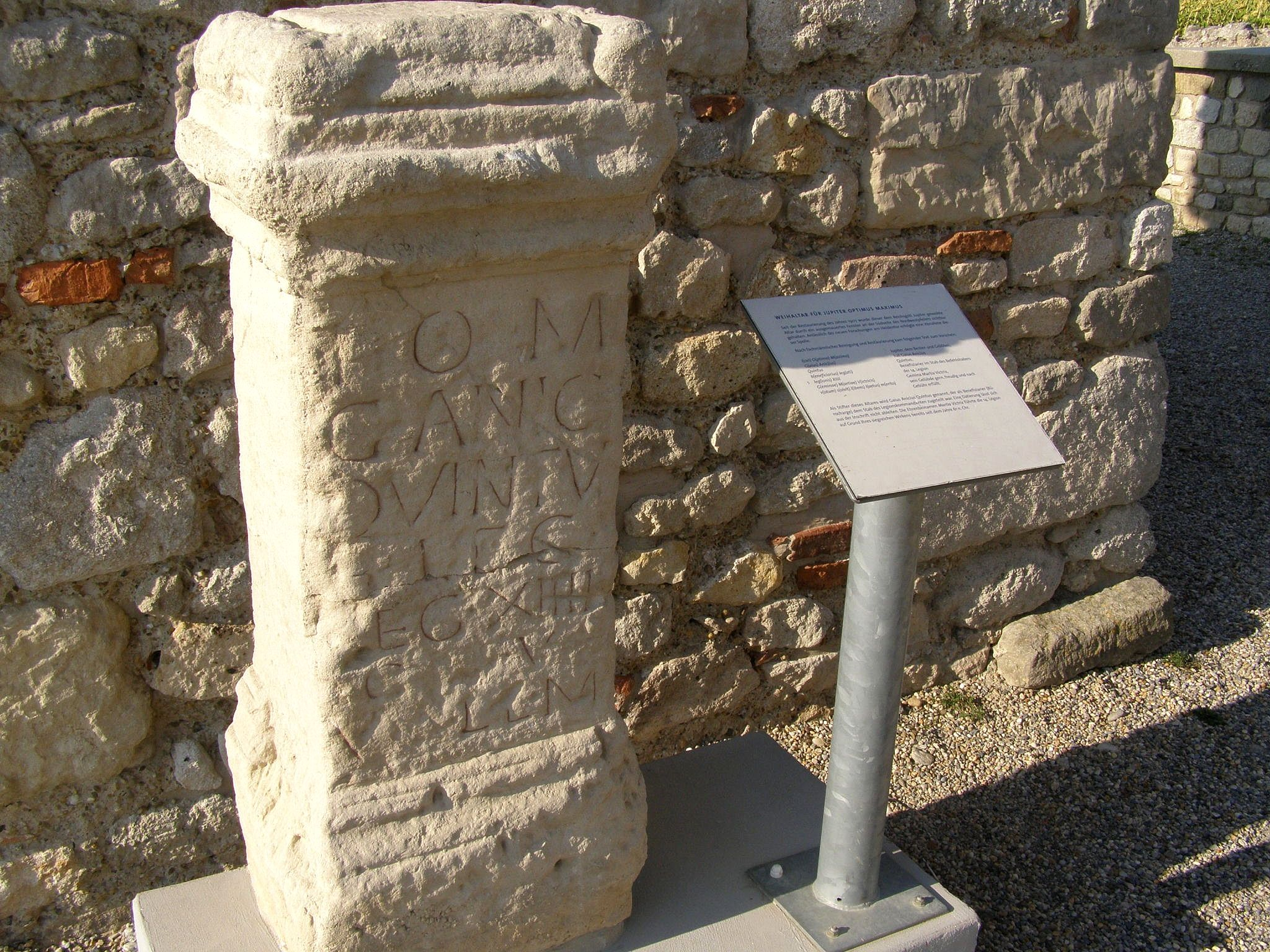
Weihealtar für Jupiter

Historischer Kontext und Funktion des Bauwerkes konnten lange nicht geklärt werden. Frühere Deutungsversuche als Stadt- oder eine Art Straßentor, das eine Kreuzung überspannte, oder als Grabmonument und Ehrenbogen zur Erinnerung an die historisch bedeutsame Kaiserkonferenz von Carnuntum im Jahr 308 n. Chr. (auch der ungarische Wissenschaftler Sándor Soproni hielt es für ein Denkmal: „von unbedingt kultischem und symbolischem Charakter“) mussten wieder verworfen werden.
Die Auswertung der Grabungsergebnisse und die Analyse seiner Baustruktur ergaben, dass das Monument der spätrömischen Periode zuzurechnen ist und nicht vor der Mitte des 4. Jahrhunderts n. Chr. erbaut wurde. Die Fundzusammensetzung bestätigte auch, dass der Bauplatz überwiegend im späten 4. und frühen 5. Jahrhundert frequentiert wurde. Auch wäre es undenkbar, dass ein im Heidentor verbauter Weihealtar des Oberhauptes des römischen Pantheons, des Jupiter Optimus Maximus, vor der Regierungszeit des Kaisers Constantius II. (337–361) und dem Erlass seiner antiheidnischen Gesetze (354? und 356) dafür verwendet werden konnte. Es wird angenommen, dass die Errichtung des Monumentes 60 bis 80 Jahre später, in die Zeit der Alleinregierung des Constantius, genauer in die 350er Jahre, zu datieren ist. Darauf weist auch eine Textpassage bei Ammianus Marcellinus hin, in der erwähnt wird, dass Constantius

„…unter hohen Kosten Triumphbögen […] an den Flussgrenzen in Gallien und Pannonien errichten und auf ihnen Inschriften über seine Taten anbringen ließ, damit die Menschen von ihm lesen sollten, so lange die Denkmäler stünden.“

Dies fiel auch in die Zeit der Usurpation des Magnentius, 353 n. Chr.; nach seiner Beseitigung versuchte Constantius die Reichseinheit wieder herzustellen. 357 bis 359 hielt sich der Kaiser in Sirmium auf, von wo aus er Feldzüge gegen die Stämme der Quaden, Sarmaten und Limiganten führte. Nach deren erfolgreichen Abschluss hielt er dort einen Triumphzug ab und ließ einige Kastelle am mittleren Donaulimes wieder instand setzen. Mit dem Bau dieses Siegesdenkmals wurde zum letzten Mal ein markantes Zeichen der uneingeschränkten Macht und Unbesiegbarkeit Roms an diesem Abschnitt des hart umkämpften pannonischen Limes gesetzt, in einer Zeitperiode, in der das Römische Reich großen Umwälzungsprozessen in der Gesellschaft und dramatischen politischen bzw. militärischen Veränderungen ausgesetzt war. Nach den antiken Schriftquellen unternahm Constantius ab 357 bis zu seinem Abmarsch in den Osten im Jahr 359 von Sirmium aus Feldzüge, die sich auf die Teilprovinzen Pannonia Secunda, Valeria, Moesia Prima und deren Vorfeld beschränkten. Sein Aktionsradius im Nordteil Pannoniens reichte bis nach Aquincum und Brigetio, nicht jedoch bis Carnuntum. Als Alternative könnte man daher auch eine etwas spätere Entstehung des Monuments, eventuell unter Valentinian I. (364–375 n. Chr.), in Erwägung ziehen. Gerade unter der Herrschaft dieses Kaisers wurden in Carnuntum Bauvorhaben unbekannten Ausmaßes umgesetzt. Bei den Altgrabungen fand man im Legionslager eine Inschrift, entstanden zwischen den Jahren 367–375, das mit Bauarbeiten unter den Kaisern Valentinianus, Valens und Gratianus zu verbinden ist. Auch an zahlreichen anderen Plätzen des pannonischen und norischen Limes kann man eine Bautätigkeit in dieser Zeit nachweisen.
Vermutlich stand das Monument an einer stark befahrenen Straßenkreuzung im Stadtgebiet Carnuntums. Der zentrale Figurensockel schließt jedoch eine Durchgangsfunktion aus, das Tor diente wohl als Baldachin für die Kaiserstatue.

## Entwicklung

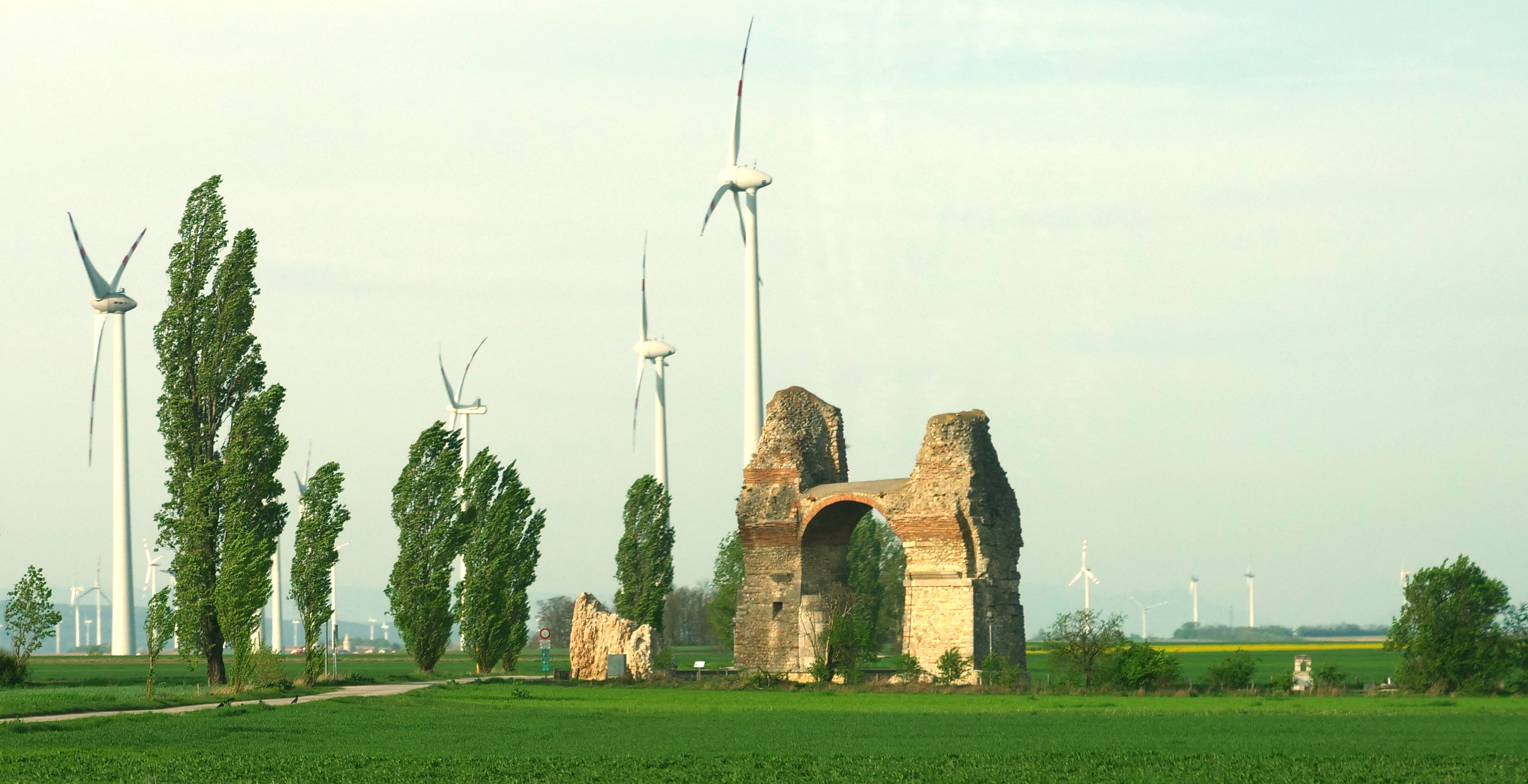
Lage des Heidentors in der Gegenwartslandschaft, Blick von Nordosten 2024

Die Region um ein bis heute nicht lokalisiertes keltisches Siedlungs- und Machtzentrum wurde ab dem 1. Jahrhundert n. Chr. zum Sammelpunkt für die Expansion der Römer ins freie Germanien (Barbaricum). Der daran anschließende Aufstieg Carnuntums hing eng mit seiner günstigen Lage am Kreuzungspunkt zweier transkontinentaler Handelsrouten zusammen, der Donau und der Bernsteinstraße. Carnuntum entwickelte sich rasch zu einem der wichtigsten Siedlungs- und Verteidigungsschwerpunkte in den nördlichen Provinzen des Reiches. Bei geophysikalischen Untersuchungen wurden in der näheren Umgebung die Reste von temporären römischen Marschlagern identifiziert. Ihre zeitliche Einordnung muss erst durch weitere archäologische Grabungen geklärt werden. Vermutlich wurde das Gebiet um das Heidentor als Aufmarschzone bzw. zur Truppenkonzentration für die Grenzsicherung oder größere Feldzüge genutzt. Bemerkenswert ist auch, dass das Monument nicht direkt am Rand der Limesstraße (via iuxta Danuvium) oder an der Bernsteinstraße platziert, sondern vielmehr zwischen diesen beiden sehr stark frequentierten Verkehrswegen errichtet wurde. Bis ins frühe 5. Jahrhundert gelang es Rom unter großen Anstrengungen, die obere und mittlere Donaugrenze zu halten. Nach dem Untergang des weströmischen Reiches wurden Legionslager und Zivilstadt aufgegeben und verfielen. Die Gebäude wurden demoliert und ihr Baumaterial zweitverwendet – sogar im Mauerwerk des Wiener Stephansdoms konnten Steine aus Carnuntum nachgewiesen werden. Durch die jahrhundertelange Verwitterung von angewehtem Pflanzenmaterial wurden die meisten Fundament- und Mauerreste allmählich überdeckt; das heutige Bodenniveau liegt ca. eineinhalb Meter über dem antiken. Das Heidentor blieb im Gegensatz dazu über die Jahrhunderte weithin sichtbar.

## Forschungsgeschichte

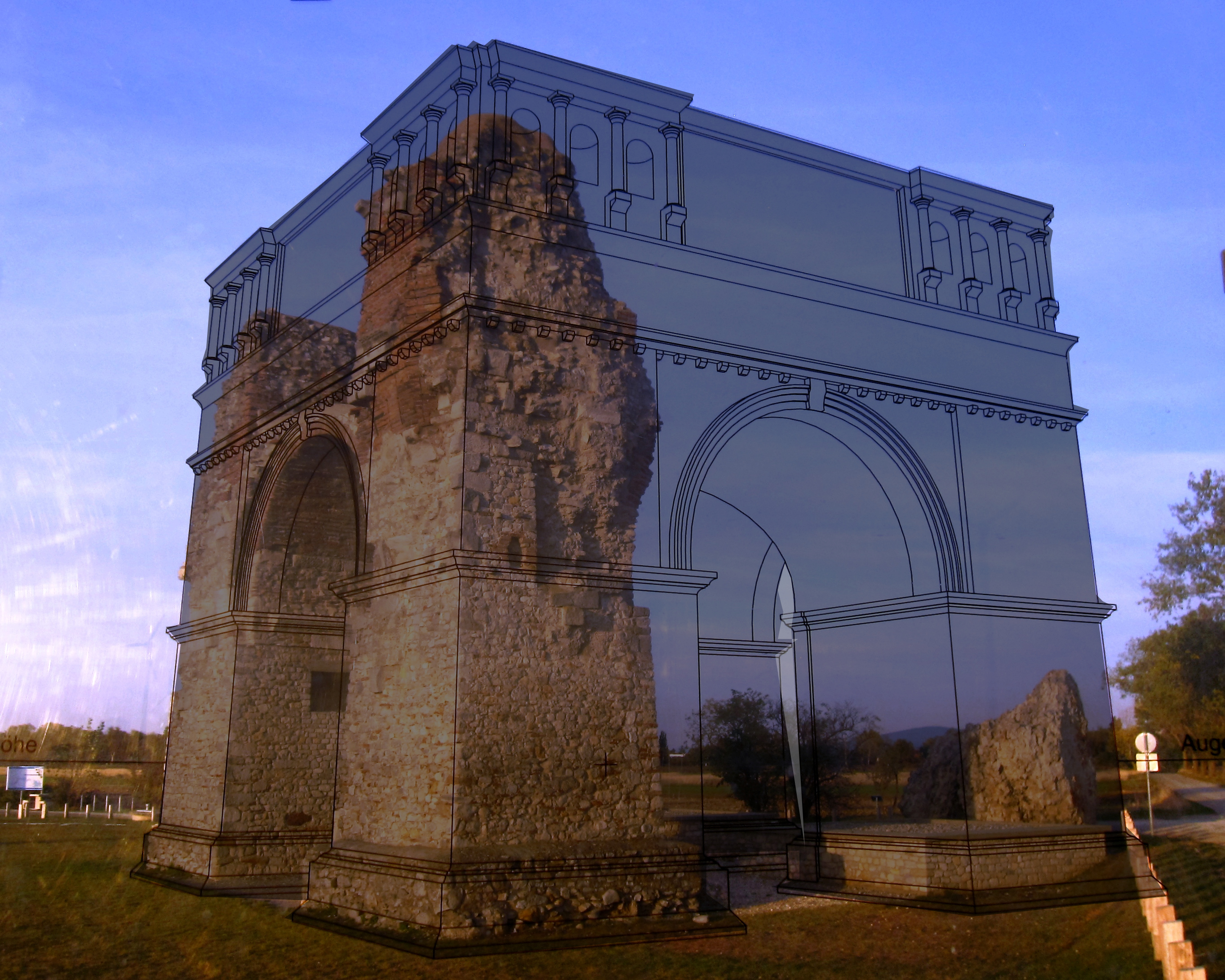
Umrissüberlagerung auf einer Schautafel

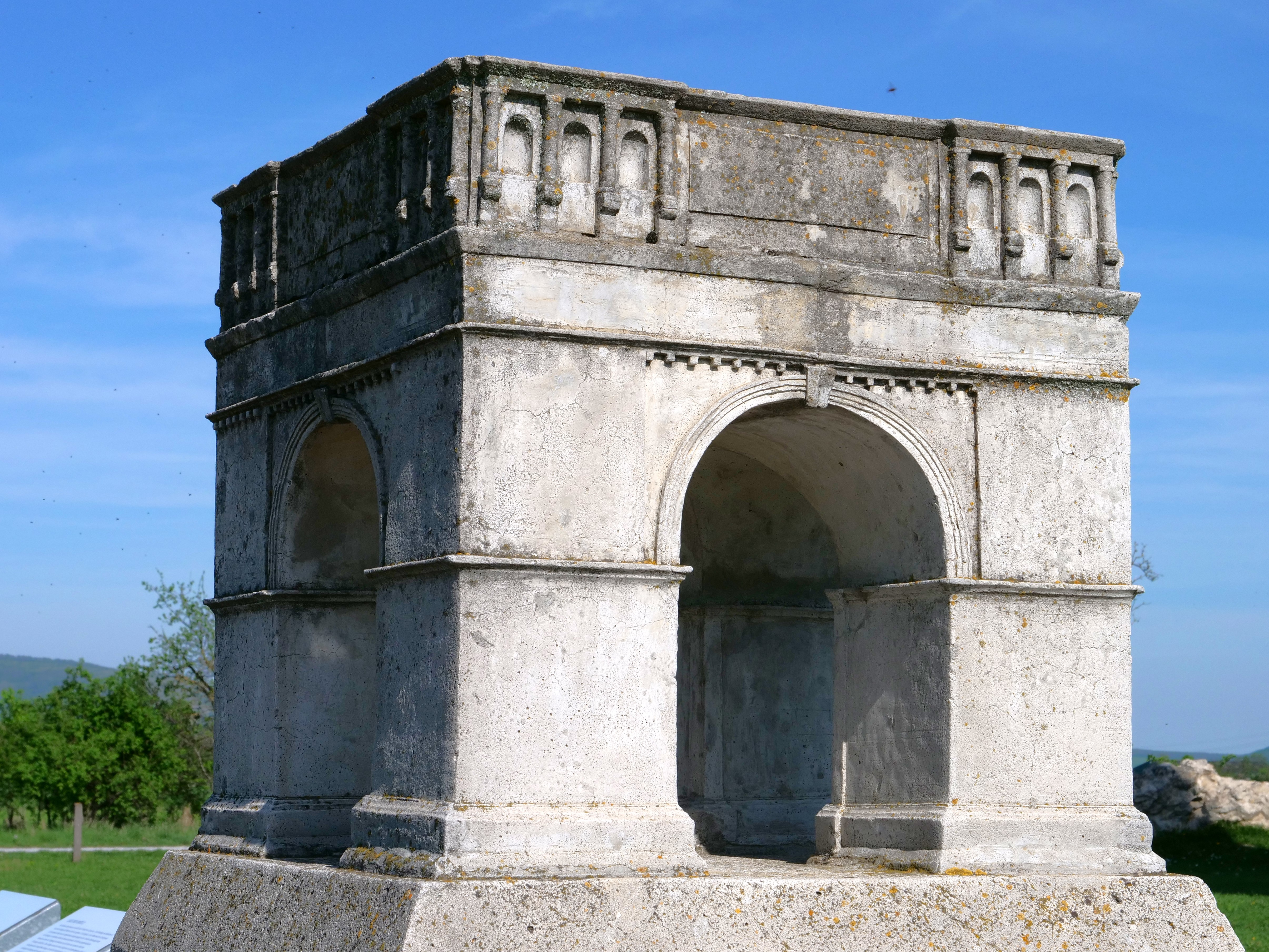
Quadrifrons-Modell vor Ort 2024

Als eines der eindrucksvollsten Bauwerke aus der römischen Vergangenheit Österreichs war das Monument schon lange vorher ein Anziehungspunkt für Reisende, Künstler, Forscher und interessierte Laien. Es wurde durch jahrhundertelangen Steinraub und vor allem durch eine Sprengung mit Schwarzpulver entweder im 15. Jahrhundert oder im Türkenkrieg von 1529 schwer beschädigt. Durch den sukzessiven Abriss des Gebäudes versuchte man vor allem an die begehrten größeren Quaderblöcke heranzukommen, deren Lage offensichtlich genau bekannt war. Man hatte sich dabei teilweise sogar bis zum Gussfundament vorgearbeitet. Im 16. Jahrhundert stellte der Arzt und Humanist Wolfgang Lazius erstmals Überlegungen zu seiner Funktion an (Stadttor oder Triumphbogen?) und beschrieb u. a. auch die Lage des antiken Monumentes:

„Vorhanden ist noch mitten auf dem Felde der Überrest eines gewaltigen Tores, von dem das Dorf nur einen Steinwurf weit gelegen ist, nicht so weit von der Grenze Österreichs und Ungarns entfernt, benannt nach der heiligen Petronella“

Die klassische Ansicht als vermeintlicher Torbogen gilt frühestens seit dieser Zeit als gesichert. Die erste (bekannte) bildliche Darstellung von Clemens Beutler entstand in der zweiten Hälfte des 17. Jahrhunderts. Die Forschungsreisenden Richard Pococke und Jeremiah Milles besichtigten 1736/37 das Heidentor und interpretierten es als Überrest eines Quadrifrons. Weiters fiel ihnen die hohe Anzahl von Spolien im Mauerwerk auf. Einer historisch nicht gesicherten Überlieferung nach soll Kaiser Franz Stephan von Lothringen um 1775 den Schutz des Monumentes vor weiteren Zerstörungen angeordnet haben. Dennoch wurden in der Folge weiterhin Steinblöcke aus den Pfeilern herausgebrochen. In einem 1837 von Rudolf von Alt gemalten Aquarell sind die beiden Pfeiler als schon sehr stark ausgedünnt dargestellt. Um die Mitte des 19. Jahrhunderts hatte die Zerstörung ein so dramatisches Ausmaß erreicht, dass öffentliche Aufrufe zu seiner Erhaltung ergingen. 1850 verhinderte der Schwechater Industrielle Anton Widter die Sprengung der beiden letzten verbliebenen Pfeiler und finanzierte die provisorischen Stabilisierungsbauten am Heidentor. Vermutlich wurden dabei auch erste archäologische Untersuchungen vorgenommen. Durch eine Versuchsgrabung von Josef Dell im Jahre 1891 geriet das Monument neuerlich in den Fokus der Wissenschaft. Dell entdeckte dabei die Reste des zentralen Statuensockels und deutete die Ruine als antiken Grabbau.

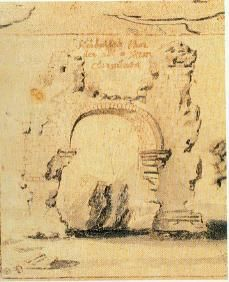
Älteste bekannte Darstellung des Heidentors von Clemens Beutler (um 1655)
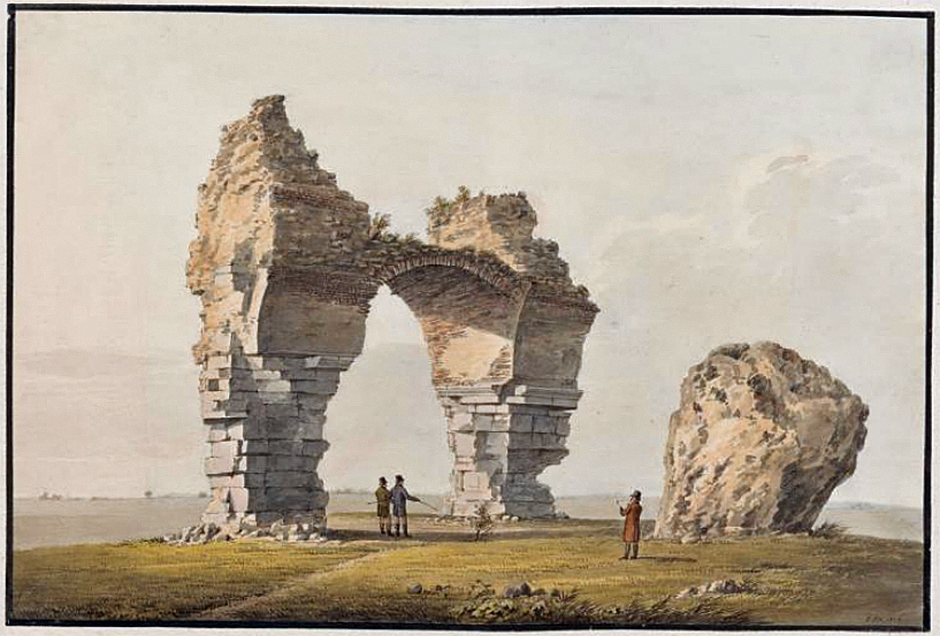
Zustand um 1816
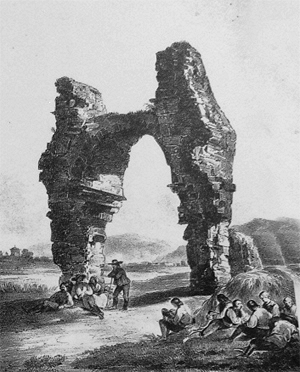
Das schon schwer beschädigte Monument auf einem Stich von Rudolf von Alt (um 1840)
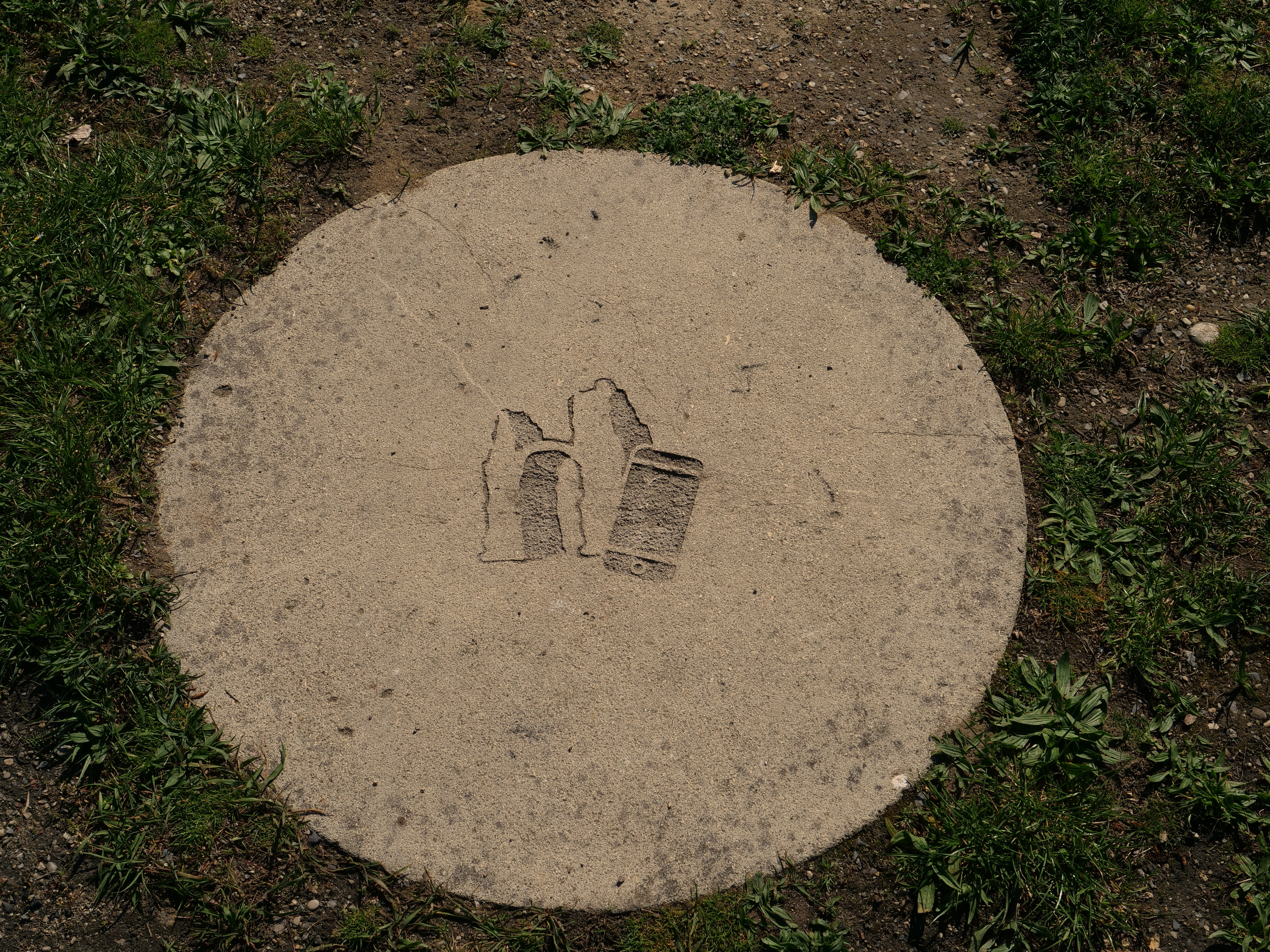
Heidentor-Emblem in der Mitte des Amphitheaters Carnuntum

Die Sicherungsmaßnahmen Widters, die im 20. Jahrhundert massiv vorangetrieben wurden, leiteten die schrittweise Veränderung des Gesamtbilds der Ruine ein. Grabungen im Jahr 1907 führten zu keinen neuen Erkenntnissen. Der größte Teil des durch Zusammensturz bzw. beim Abbruch der beiden anderen Pfeiler entstandenen Schutts (ca. 400 m³) wurde aber unglücklicherweise ohne vorherige Untersuchung abtransportiert und ging so für die Forschung unwiederbringlich verloren. 1955 wurde durch Erich Swoboda im Südwesten des Areals ein mehrräumiges Gebäude teilweise aufgedeckt, vielleicht ein Indiz dafür, dass das Monument noch im dicht bebauten Teil der Stadt stand. Der seit 1985 zu beobachtende rapide Verfall der Bausubstanz erforderte dringend eine Generalsanierung des Gebäudes. 1998 bis 2001 wurde daher unter Leitung von Werner Jobst ein umfassendes Projekt zur archäologische Begutachtung und Restaurierung in Angriff genommen. Um das Areal vollständig untersuchen zu können, mussten die beiden verstürzten Gussmauerblöcke um einige Meter nach Osten verhoben werden. In erster Linie wurden bei den Grabungen die Pfeilerfundamente, der Zentralraum mit Figurensockel, die Außenflächen und das nähere Umfeld ergraben. Der Rundsockel der Kaiserstatue wurde von den Archäologen bis in die untersten Schichten abgetragen. Vier der insgesamt ursprünglich sechs Blöcke waren noch in situ vorhanden. Reste eines Fußbodens oder einer Pflasterung des Zentralraumes konnten nicht nachgewiesen werden.

## Befunde

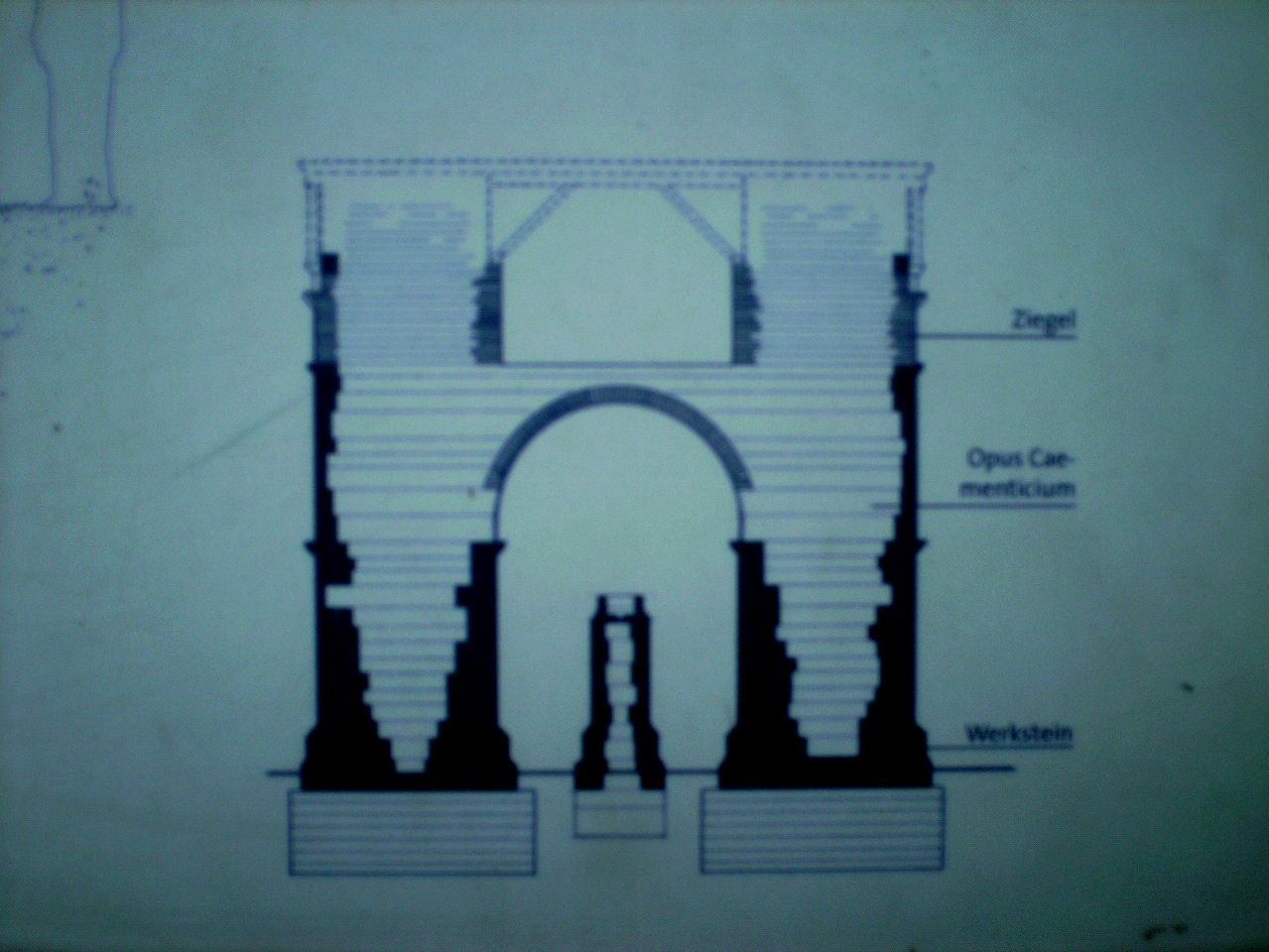
Informationstafel Bausubstanz am Schaugelände

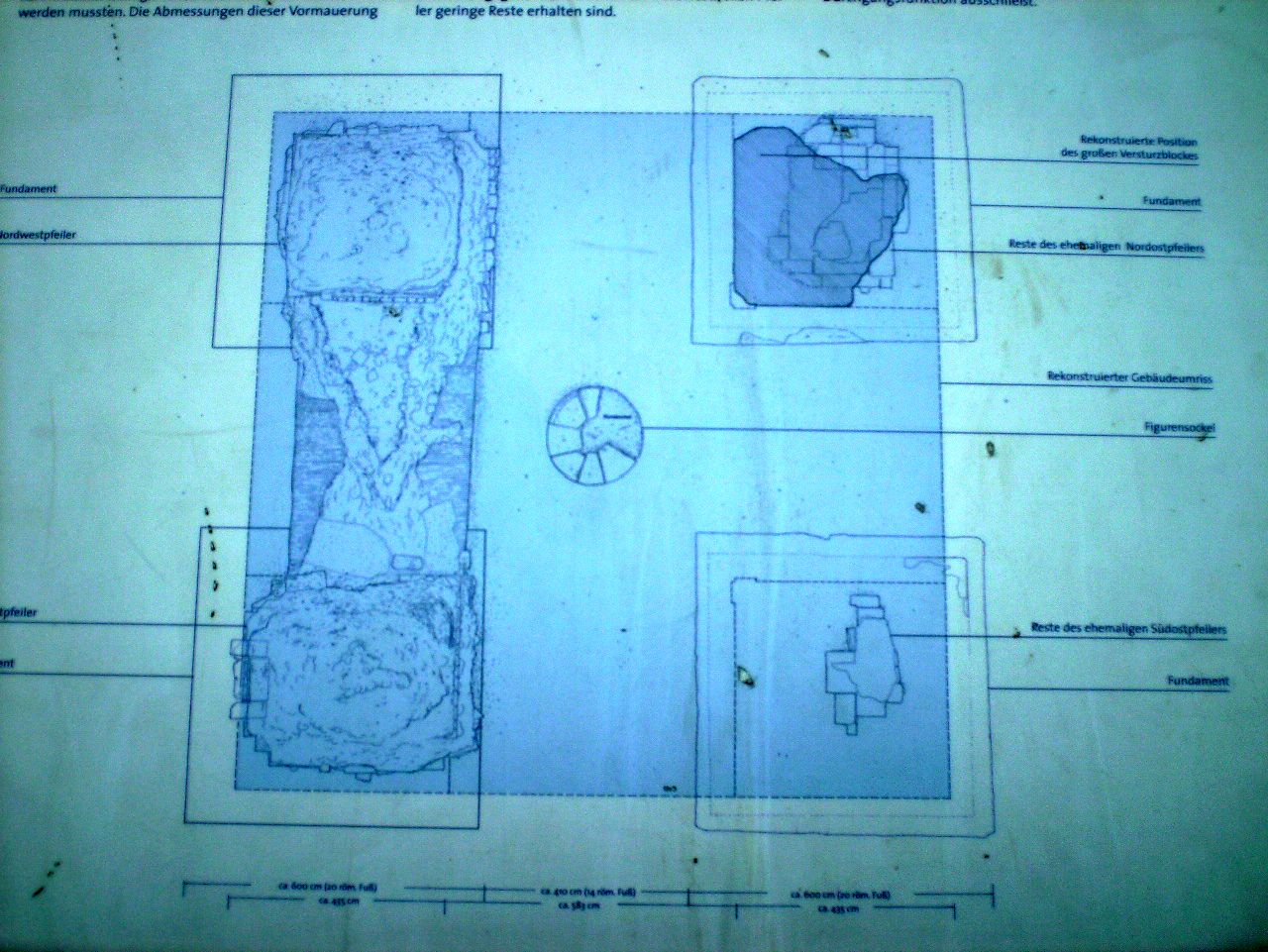
Informationstafel Grundriss am Schaugelände

Das Monument befindet sich auf einer etwas höher gelegenen Terrasse an der Kreuzung von zwei Verbindungsstraßen, von denen eine die Limesstraße mit der Bernsteinstraße verband. Der Standort wurde offensichtlich nach topografischen und städtebaulichen Gesichtspunkten ausgewählt. Das Achsenkreuz des Quadrifrons ist exakt an den Himmelsrichtungen ausgerichtet, was auch auf ein Gründungsritual schließen lässt. Das Größenverhältnis 3:4 zeigt die Absicht des Architekten, die Proportionen des Heidentores möglichst präzise aufeinander abzustimmen. Die für den Bau verwendete Maßeinheit entsprach dem ca. 29,62 cm langen römischen Fuß (pes Romanus). Durch bautechnische Vergleiche mit dem ebenfalls aus der Zeit von Constantius II. stammenden Janusbogen in Rom war es möglich, das wahrscheinliche Aussehen des Monumentes zu rekonstruieren.
Das Quadrifrons stand auf vier massiven, quadratischen Pfeilern, die durch ein Kreuztonnengewölbe miteinander verbunden waren. Seine Fläche betrug 16,2 × 16,2 m, die 4,35 m breiten Pfeiler standen in einem Abstand von 5,83 m zueinander. Sie reichen über die Gewölbezone hinaus und trugen über dem Gebälk eine waagrechte Attika. Von den Pfeilern stehen heute nur noch die westlichen. Die vollständig erhaltenen Fundamente lassen in ihrer Ausrichtung auf einen exakt rechteckigen Grundriss erkennen. Den Gussfundamenten sitzt eine Ausgleichsschicht aus Quadern auf, die früher nicht sichtbar war. Deren Oberkante entspricht dem antiken Begehungshorizont.
Das Mauerwerk ist von außerordentlicher Festigkeit, da die westlichen Pfeiler samt einem Durchgangsbogen trotz des Einsturzes des östlichen Pfeilerpaares stehen geblieben waren. Sein Baumaterial setzt sich aus verschiedenen Kalksandstein- und Muschelkalksorten zusammen. Anthrazitschwarze und purpurrote Farbspuren an den äußeren Quadern beweisen, dass die Fassade bemalt war, damit die unterschiedlichen, für den Bau verwendeten Steinsorten das Gesamtbild nicht beeinträchtigten. Die Beimengung des Betonkerns sowie die Steinblöcke der Verschalung und die Ziegel sind aus anderen (teilweise auch niedergebrannten) Gebäuden gewonnen worden. Die ca. 45 cm hohen Quaderblöcke der Verschalung waren überwiegend zweitverwendete Weihealtäre (siehe Absatz Spolien) oder Werksteine, die beim Aufbau vermörtelt und miteinander verzahnt wurden. Unter dem Zerstörungsschutt im Zentralbereich konnte das antike Bodenniveau ermittelt werden. An der Nord-, West- und Südseite des Monumentes wurden die Reste eines Estrichs aus Kalkmörtel freigelegt.

### Pfeiler

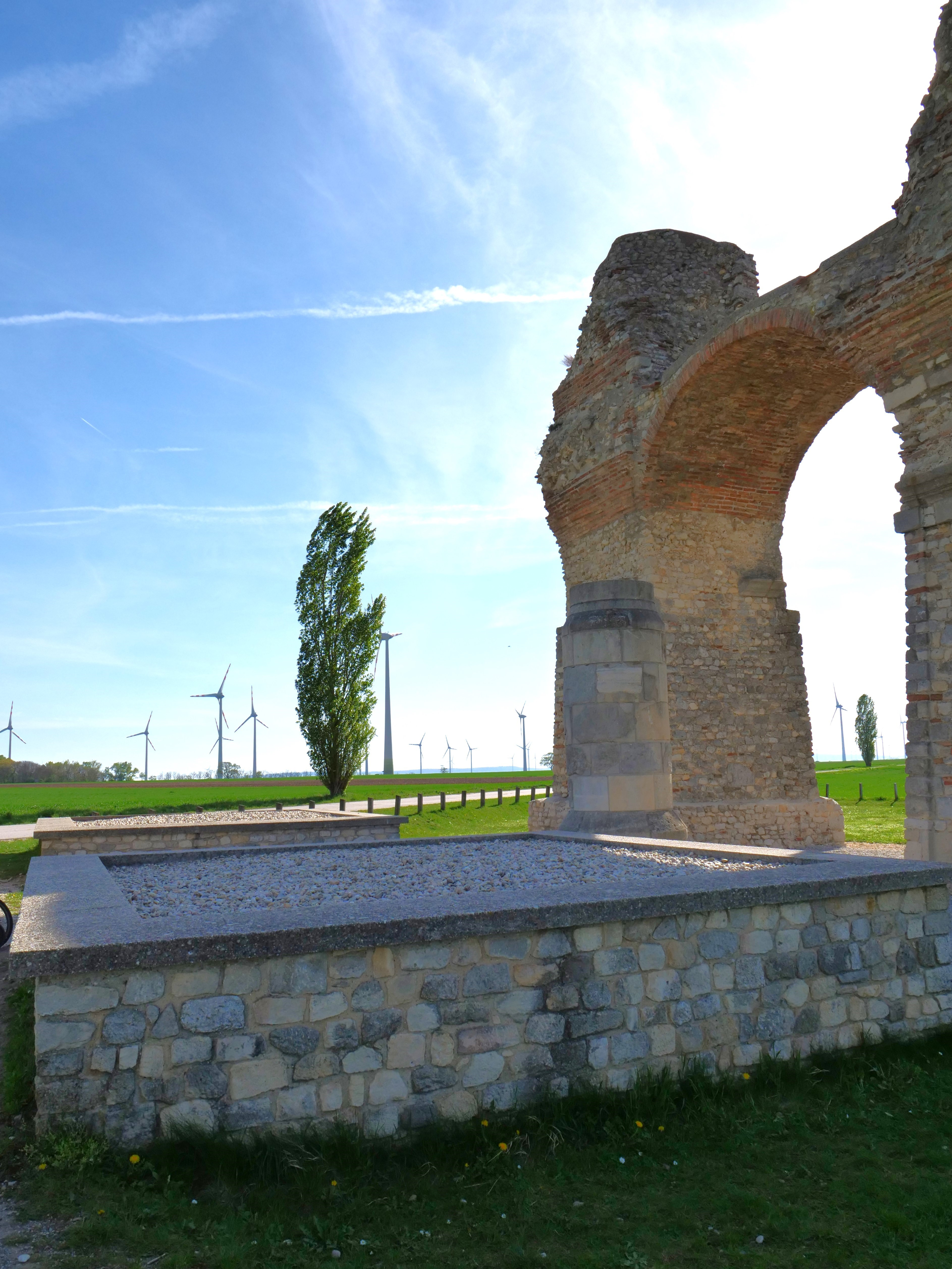
Heidentor mit Ostpfeiler-Fundamenteinfassungen

Die Fundamentblöcke des südwestlichen und des nordwestlichen Pfeilers maßen 6 × 6 m, ihre Tiefe betrug 2,30–2,40 m. Sie bestanden in den untersten Schichten aus einer Lage trocken verlegter Bruchsteine, die ein rechteckiges Fundamentbett bildeten. Darüber lag eine vermörtelte Schicht aus weiteren Bruchsteinlagen. Derselbe Fundamentaufbau wird auch für das östliche Pfeilerpaar angenommen. Das aufgehende Mauerwerk der Pfeiler ist heute noch 13,4 bzw. 14,8 m hoch und bestand aus einem Gussmauerkern (Opus Caementicum), der mit Quadersteinen oder Ziegelmauerwerk verschalt war. Der Gussmauerblock des Nordost-Pfeilers war im Wesentlichen aus großen und mittleren Bruchsteinen zusammengesetzt, der des Südost-Pfeilers aus Ziegeln. Bis auf die Höhe der Bogenscheitel bestand die Verschalung aus bearbeiteten Quadern. Die Breite dieser Verschalung nimmt nach oben hin ständig ab. Bei der unteren Quaderlage, der sogenannten Euthynerie, die den gesamten Pfeilerquerschnitt umfasste, setzte sich die äußere Verschalung in Höhe der Bögen nur aus einer Reihe von Quadern zusammen. Die äußeren und inneren Quader dieser Lagen wurden mit schwalbenschwanzförmigen Eisenklammern oder durch tiefe Einbindungen an die Außenquader befestigt. Die Durchgangsbreite des Bogens beträgt 5,8 m.
Vom aufgehenden Mauerwerk der beiden Ostpfeiler sind nur die Reste der unteren Quaderlagen erhalten, alles andere fiel dem Steinraub zum Opfer. Die Fundamente sind seit 2001 von Kiesschüttungen umgeben, deren Ausmaße die ursprüngliche Größe und Lage wiedergeben sollen.

### Gewölbe

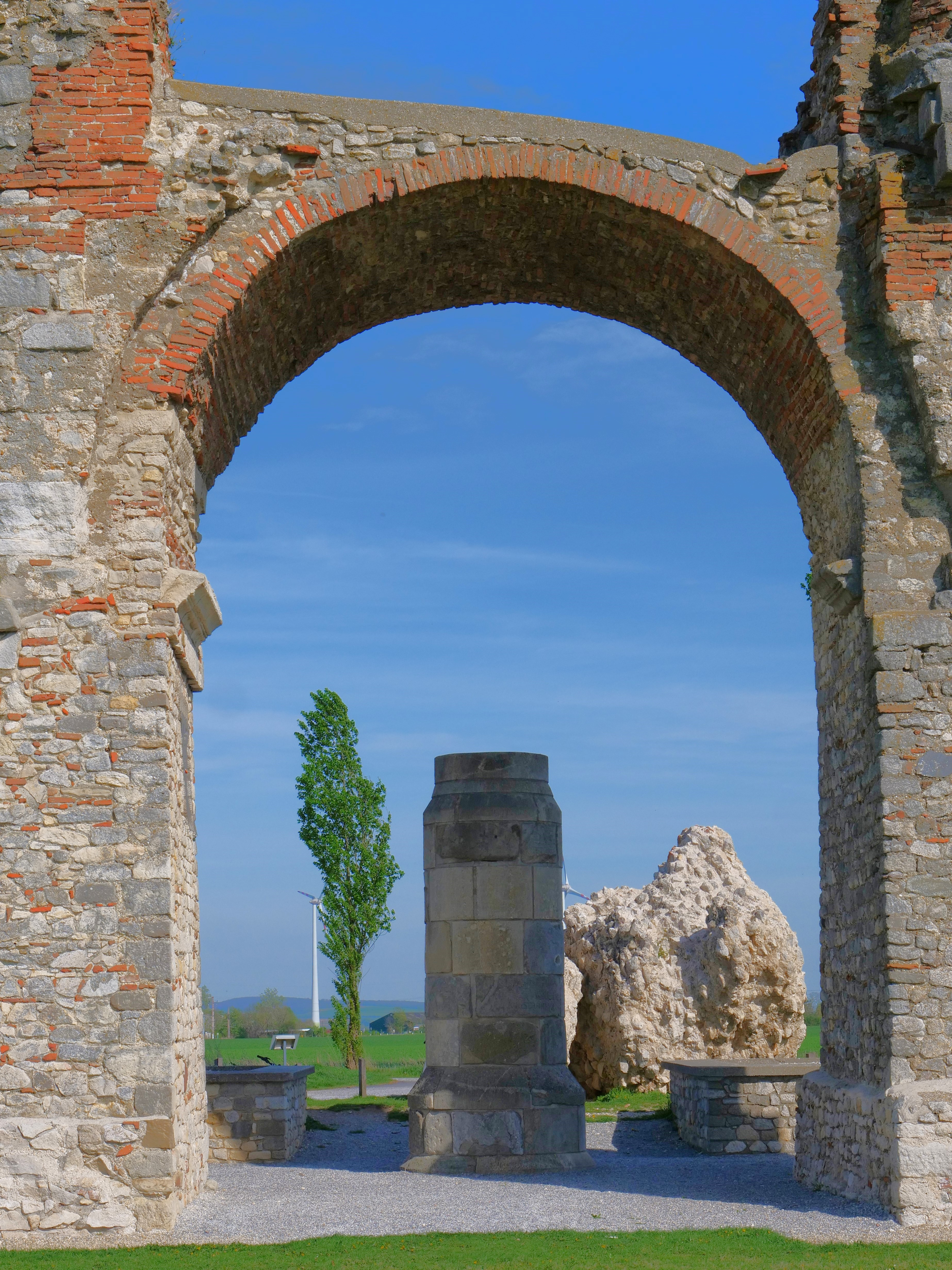
Heidentordurchblick von Westen mit Figurensockel in der Mitte und östlichem Versturzblock im Hintergrund

Das Kreuztonnengewölbe (lichte Weite etwa 5,8 m) war im unteren Drittel zusammen mit den Pfeilern gegossen worden, der Rest auf einer Schalung aufgemauert und mit Steinplatten verblendet. Der Bogenansatz sitzt auf einem einfach profilierten Kämpfergesims, von dem sich noch einige Reste in situ erhalten haben. Vermutlich verlief es um die ganzen Pfeiler. An den zur Vierung ausgerichteten Ecken der Pfeiler waren Wandvorlagen angebracht, wie an einer Verkröpfung des Gesimses am Nordwest-Pfeiler (Südostecke) zu sehen ist.

### Oberbau

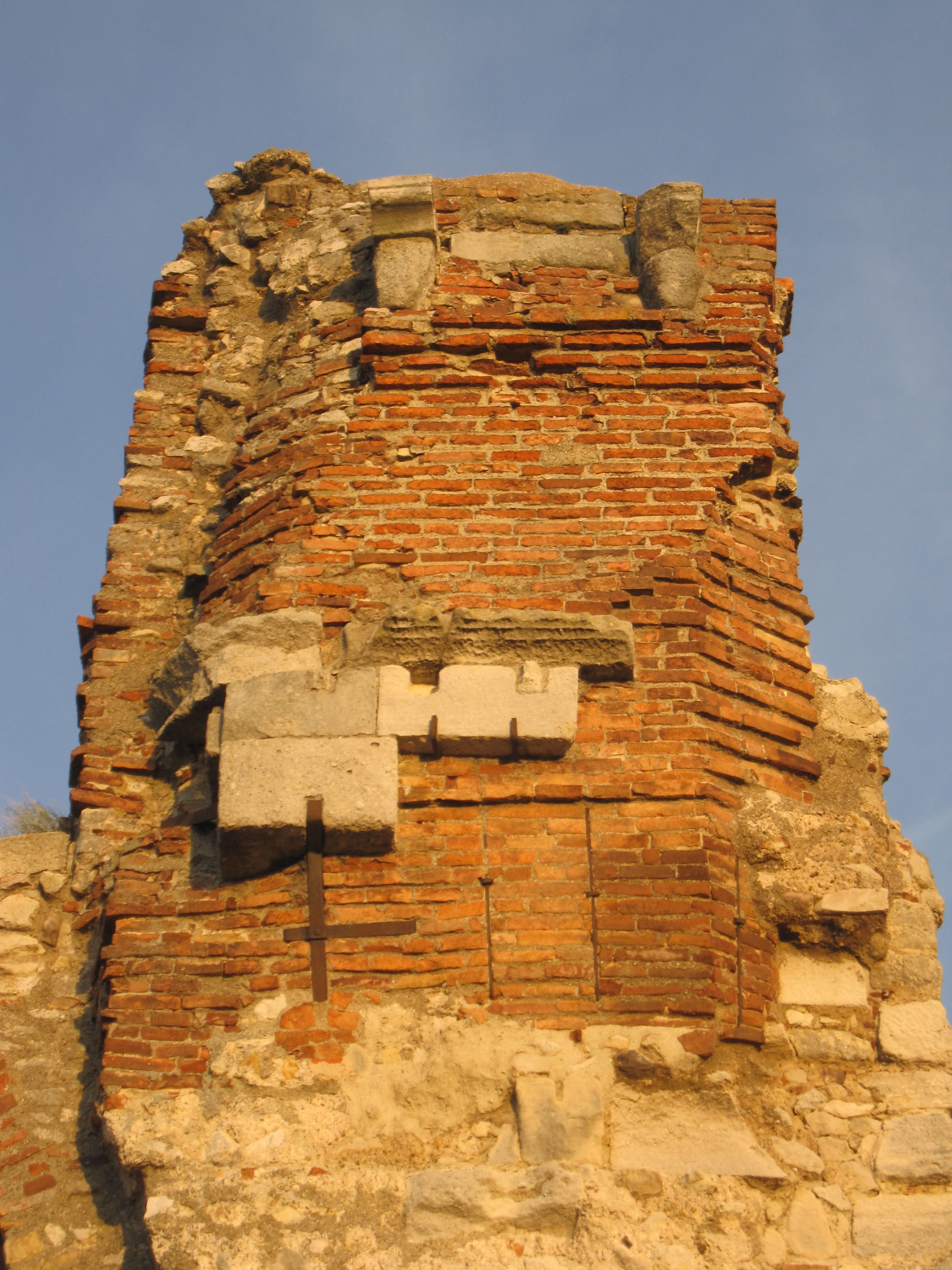
Reste der Fassadendekoration der Attika an der Westseite

Der kastenförmige Oberbau war nach Ansicht von Wolfram Kleiss zweigeschossig, mit einem Pyramidendach gedeckt und spiegelte die untere Bogenarchitektur wider. Reinhard Pohanka plädiert für nur ein Geschoss, das mit einem Flachdach anstatt einem pyramidenförmigen Aufsatz abgeschlossen war. Fehlende Vergleichsmöglichkeiten machen eine exakte Rekonstruktion sehr schwierig. Da sich im Grabungsschutt nur wenige Dachziegel (tegulae) befanden, ist für den Quadrifrons wohl eher ein Flachdach anzunehmen. Der Versturzblock östlich der Ruine gehörte ursprünglich zum Oberbausegment, das vom nordöstlichen Pfeiler getragen wurde.
Mehrere marmorne, halblebensgroße Skulpturfragmente (etwa einen Meter hoch) lassen auf eine figürliche Ausstattung des Quadrifrons schließen. Die Figuren waren vermutlich in kleinen Bogennischen an den Ecken der Attika aufgestellt. Im Mittelbereich der Attika befand sich vermutlich auch ein Inschriftenfeld. Geringe Reste der originalen Außenflächenverschalung des Quadrifrons sind an der Westseite erhalten geblieben. Über einigen Wandquadern befindet sich der Rest eines Gesimses, einer hohen gemauerten Zone sowie von marmornen Konsolsteinen. Das Gesims wurde an seiner Unterkante von einer Reihe kleinformatiger Konsolen begleitet und gliederte knapp über dem Bogenscheitel die Außenflächen in der Höhe. Die dort aufgefundenen Marmorkonsolen unterstützten auch kein auskragendes Gebälk, wie es die vorangegangenen Rekonstruktionen zeigten. Sie waren, wie man nunmehr weiß, Bestandteil des oberen Fassadenschmucks. Der darüberliegende Mauerstreifen war mit Sicherheit verputzt – einige der zahlreichen Reste purpurrot bemalter Putzflächen stammen wohl auch von dort. Zwei Marmorkonsolen bildeten den oberen Abschluss der Attika. Sie sprechen zusammen mit den Funden von kleinteiligen Figuren- und Säulenfragmenten für eine aufwändige Dekoration des oberen Gebäudeabschnittes. An der Westseite des Südpfeilers kann man noch Reste dieser Außendekoration sehen.

### Figurensockel

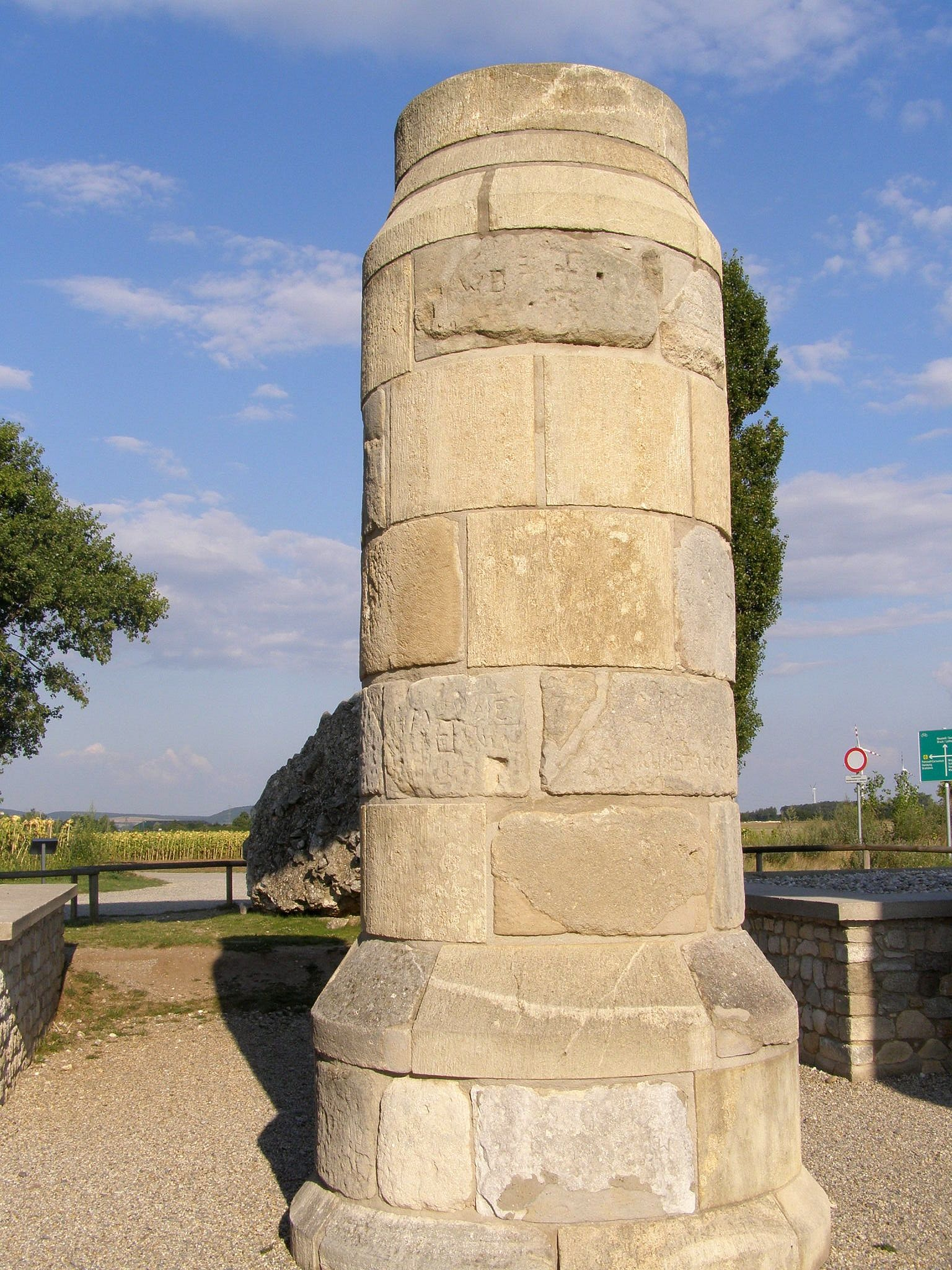
Restaurierter Figurensockel im Zentralraum

Bei seiner Grabung im Zentrum des Monumentes legte Josef Dell ein rundes Fundament mit einigen noch in situ erhaltenen Quadern des Oberbaues frei. Damit wurde von ihm ein nach seiner Interpretation gestalteter, etwa zwei Meter hoher Sockel zusammengesetzt. Bei der Generalsanierung 1998–2001 wurde er wieder abgebaut und die Teile noch einmal gründlich untersucht.
Die Auswertung der noch erhaltenen 44 Fragmente bestätigte ihre Funktion als Statuenbasis. Ihr Fundament maß 2,20 m und bestand aus einer 1,20 m hohen Schicht grob bearbeiteter Bruchsteine. Die unteren Lagen waren trocken verlegt, die oberen bis zu einer Tiefe von 50 cm mit Mörtel übergossen worden. Die Quaderblöcke des Oberbaus waren so zugerichtet, dass sie zur Mitte hin konisch geformt sind. Die aufgrund dieser neuen Erkenntnisse restaurierte Statuenbasis zeigt einen etwa vier Meter hohen Steinzylinder. Er war ursprünglich noch 30 cm höher, hatte einen Durchmesser von 2,1 m und stufte sich nach oben mehrfach ab. Die darauf platzierte Kaiserstatue war wohl leicht überlebensgroß.

## Restaurierungsmaßnahmen

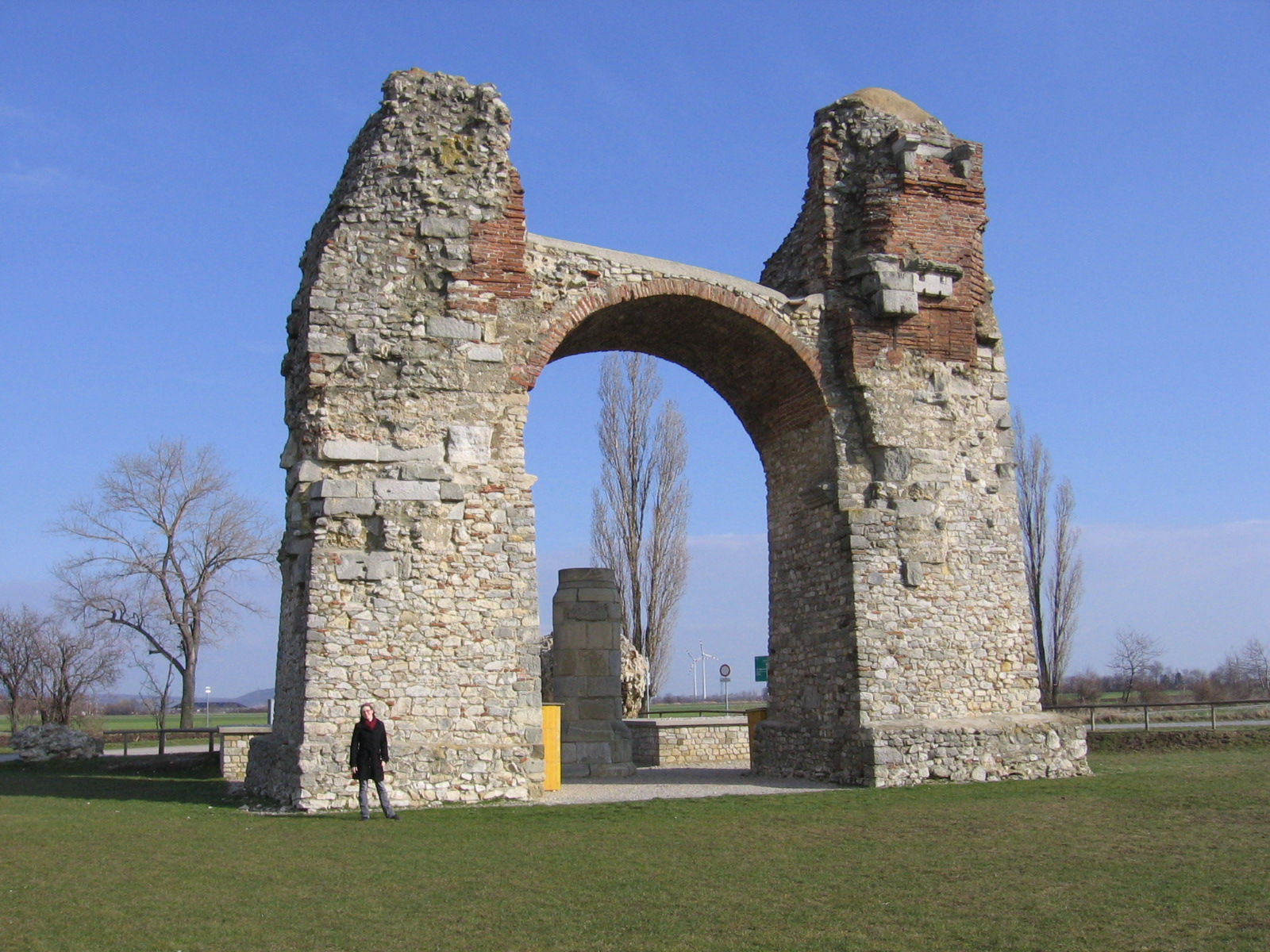
Heidentor im Größenvergleich mit einem Menschen, Blick nach Osten

In einem Zeitraum von rund 150 Jahren wurden am Heidentor umfangreiche Stabilisierungsmaßnahmen an seiner Bausubstanz vorgenommen. Besonders die Bruchsteinaufmauerungen an den westlichen Pfeilern sowie kleinteilige Sanierungen mit Ziegeln prägen heute das Aussehen des Monumentes. Sie sind aber weder in Formgebung und Material, noch in ihren Dimensionen mit dem Originalzustand vergleichbar.
An den besonders an ihrer Unterseite erheblich beschädigten Westpfeilern wurden 1850 die ersten Mauerstützungen angebracht. 1868 drohten die Gesimssteine, die an der Westseite über dem Bogen noch erhalten waren, samt dem darauf ruhenden Mauerstück herunterzustürzen. Die K.u.K. Central-Commission zur Erforschung und Erhaltung der Baudenkmale ließ sie daraufhin mit Eisenstützen sichern. 1907 mussten die Pfeiler mit noch massiveren Stützmauern umhüllt werden, um sie vor dem drohenden Einsturz zu bewahren. An den Fundamenten wurden zusätzlich vorspringende Sockel angemauert; auch ein Teil des Figurensockels im Zentralraum wurde wieder aufgestellt. Der Ziegelbogen wurde mit einer Betonabdeckung vor der Witterung geschützt. 1957 wurden neuerlich schadhafte Mauerbereiche mit Zementmörtel abgedichtet, um das permanente Eindringen von Regenwasser zu verhindern. Der Boden des Zentralraumes wurde mit Steinabschlag ausgefüllt.
Bei den Restaurierungsmaßnahmen von 1998 bis 2001 war es ein großes Problem festzustellen, was an der Ruine noch antik war und was später nachträglich restauriert bzw. ergänzt wurde. Die Arbeiten im 19. Jahrhundert waren nur mangelhaft dokumentiert und von den römischen Originalen nur mehr schwer zu unterscheiden. Teilweise konnte dies nur durch Mörtelanalysen geklärt werden. Ziel war es vor allem, den momentanen Zustand des Heidentores zu erhalten. Dazu mussten die Schadensursachen beseitigt werden. Im Laufe der Jahre hatte u. a. der Betonschutzmantel wieder Risse bekommen und musste neu abgedichtet werden. Für die Pfeilerspitzen wurde dafür u. a. glasfaserverstärktes und sandbestreutes Epoxidharz verwendet. Gleichzeitig wurde die Bausubstanz so weit wie möglich gereinigt und von Salzablagerungen, Flechten und Algen befreit. Die Reste der östlichen Pfeiler wurden ebenfalls konserviert. In weiterer Folge musste das Ungleichgewicht des Nord- und Südhalbbogens ausgeglichen werden, um die Statik des Gebäudes zu verbessern. Der Verfall des Heidentores konnte durch all diese Maßnahmen zwar gestoppt werden, jedoch ist hierfür eine ständige Kontrolle und Wartung notwendig. Um das Gebäude weiter für die Nachwelt zu erhalten, sind alle drei bis fünf Jahre Kontroll- und Wartungsmaßnahmen geplant. Eine Dauerlösung böte aber nur die Errichtung eines Schutzbaues (siehe dazu auch Limestor Dalkingen).

## Spolien
Die hohe Zahl zweitverwendeter Inschriftensteine im Mauerwerk des Heidentores waren, wie schon erwähnt, bereits Pococke und Milles im 18. Jahrhundert aufgefallen. Diese Praxis, an billiges und leicht verfügbares Baumaterial heranzukommen, war in der Spätantike weit verbreitet. Die Verwendung einer derartig hohen Anzahl von Altären lässt auf einen fundamentalen Wandel in den religiösen Ansichten der Bevölkerung schließen, da das Christentum zu dieser Zeit schon seit Jahrzehnten als Religion anerkannt war und auch zunehmend politischen Einfluss im Römischen Reich gewann. Bei den hier verbauten Inschriftensteinen handelte es sich hauptsächlich um Tempel- und Heiligtümerinventar, das durch Abschlagen der Aufsätze und Verzierungen grob zu Bauquadern gemeißelt wurde. Besonders hervorzuheben ist ein Jupiteraltar des Gaius Anicius Quintus, der als Benefiziarier in der Legio XIIII diente. Diese Spolie fand man der Südseite des Nordwest-Pfeilers, wo sie an der Unterseite des Kämpfersimses eingemauert war. Sie wurde 1907 durch ein Sichtfenster sichtbar gemacht. 1999 wurde sie geborgen, dabei stieß man östlich davon auf ein weiteres Exemplar, von dem aber nur ein Teil der profilierten Basis zu sehen war. Der Abdruck des Jupiteraltars ist noch im Mörtel des Sichtfensters zu erkennen. Ein Dianaaltar am Südwest-Pfeiler wurde schon 1907 aus dem Mauerwerk herausgelöst. Zusätzlich wurden auch andere Weihinschriften für Diana und Apollo (?) in Form eines Mörtelabdruckes und Altäre für Silvanus, Merkur oder Mithras (?) in der Bausubstanz entdeckt. Bei diesen waren aber die Inschriften nicht mehr lesbar. Ein am Nordwest-Pfeiler geborgenes Relief war vermutlich Bestandteil eines Grabmals. Bei den Grabungen am nordöstlichen Pfeilerfundament kamen in den untersten Schichten ebenfalls zwei Spolien zum Vorschein. Von einem Weihealtar an der Ostseite ist nur seine Oberseite mit Opfermulde zu sehen, gegenüberliegend war ein Architravfragment eingemauert.

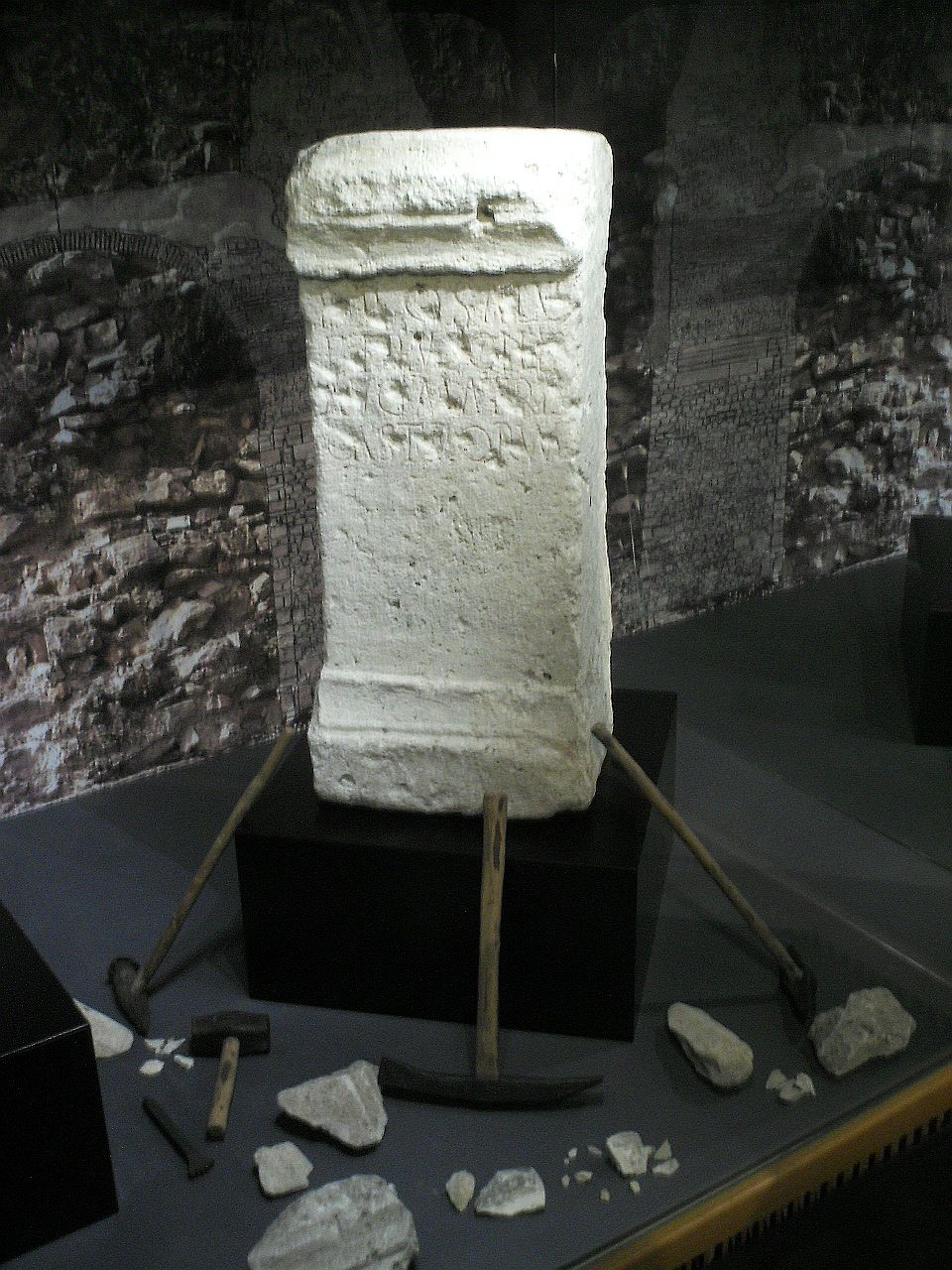
Umarbeitung eines römischen Weihealtars zu einer Spolie, Museum Carnuntinum, Österreich
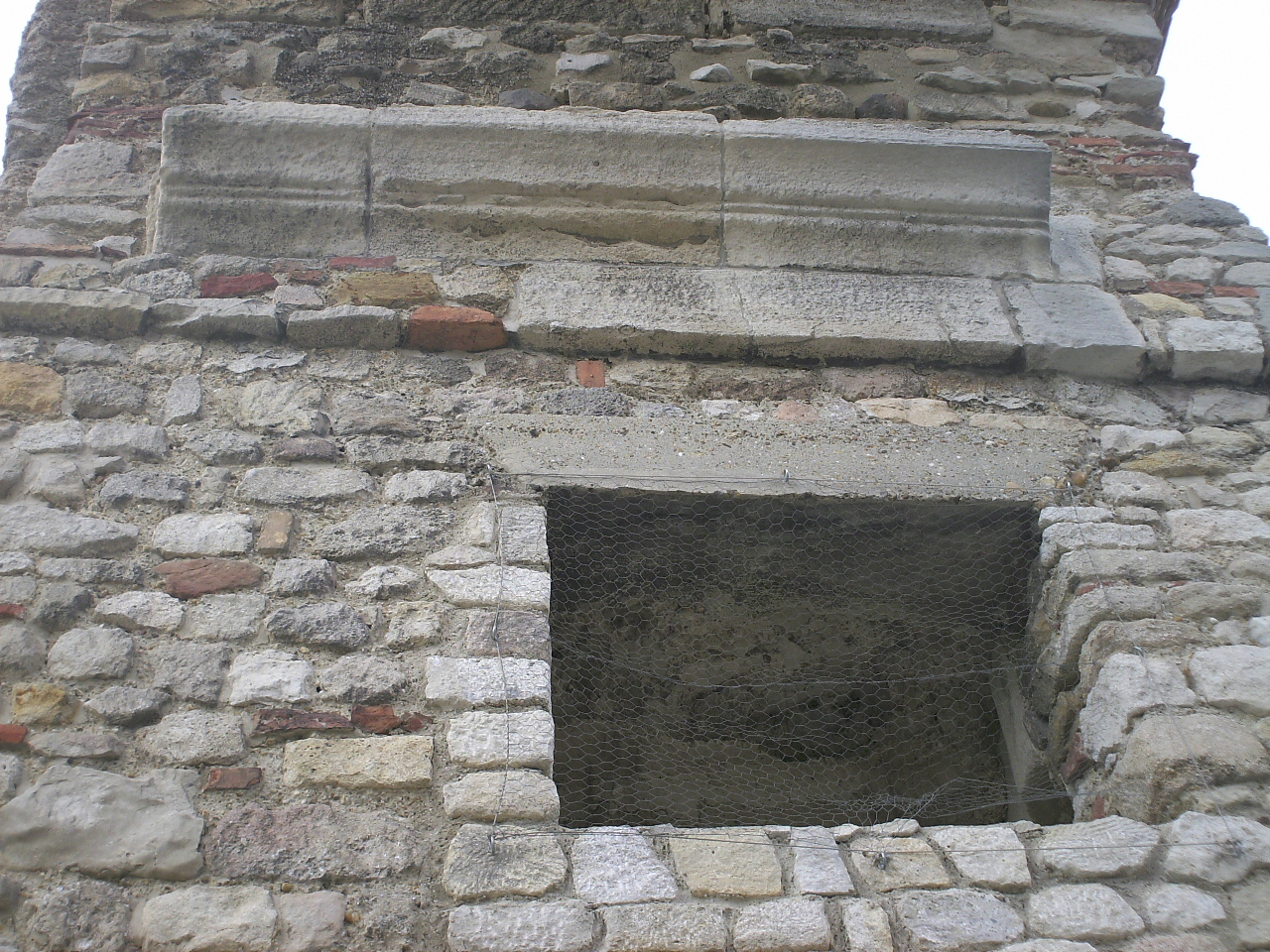
Schaufenster und Kämpfersims an der Innenseite des NW-Pfeilers
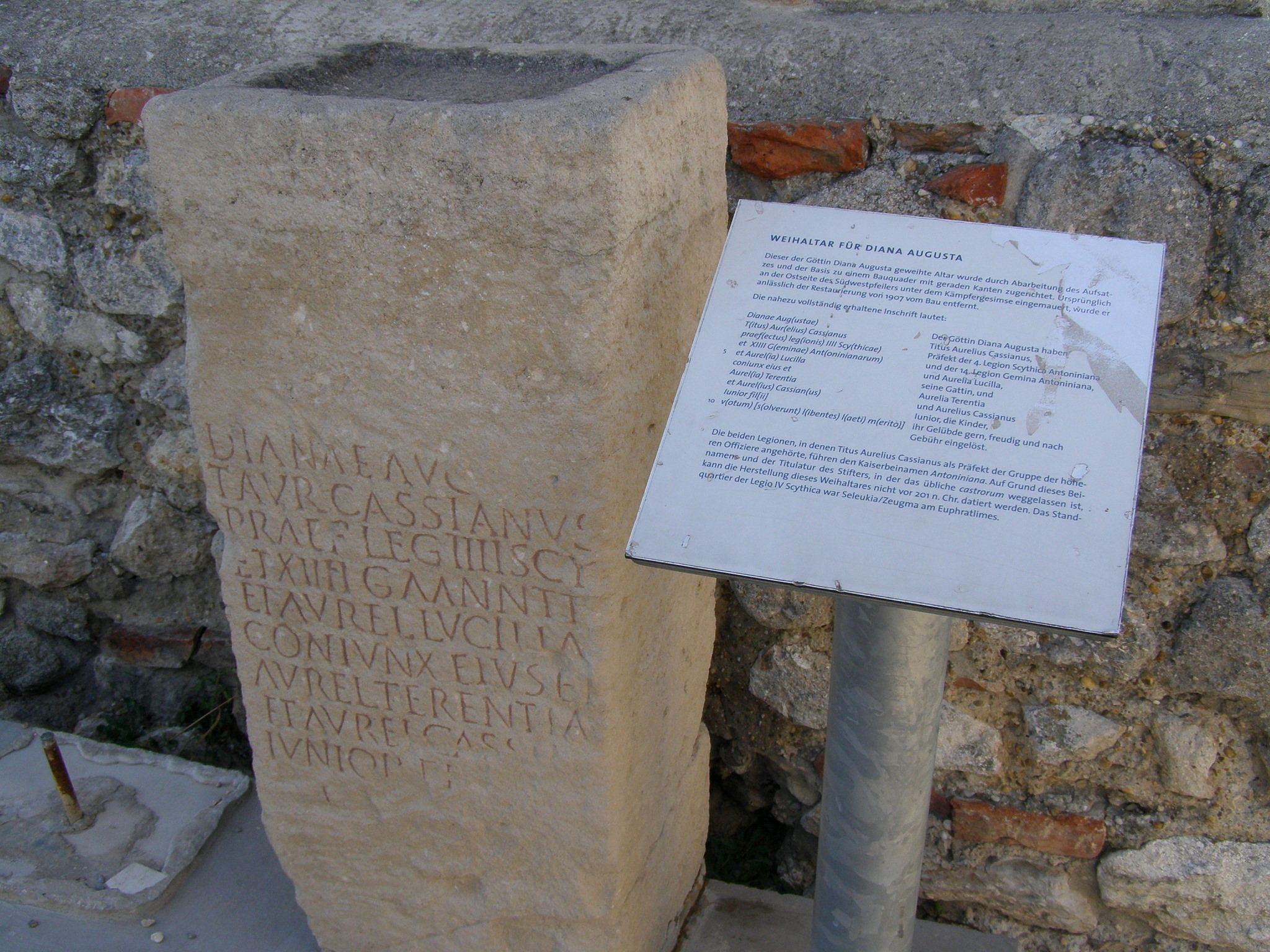
Dianaaltar

## Funde

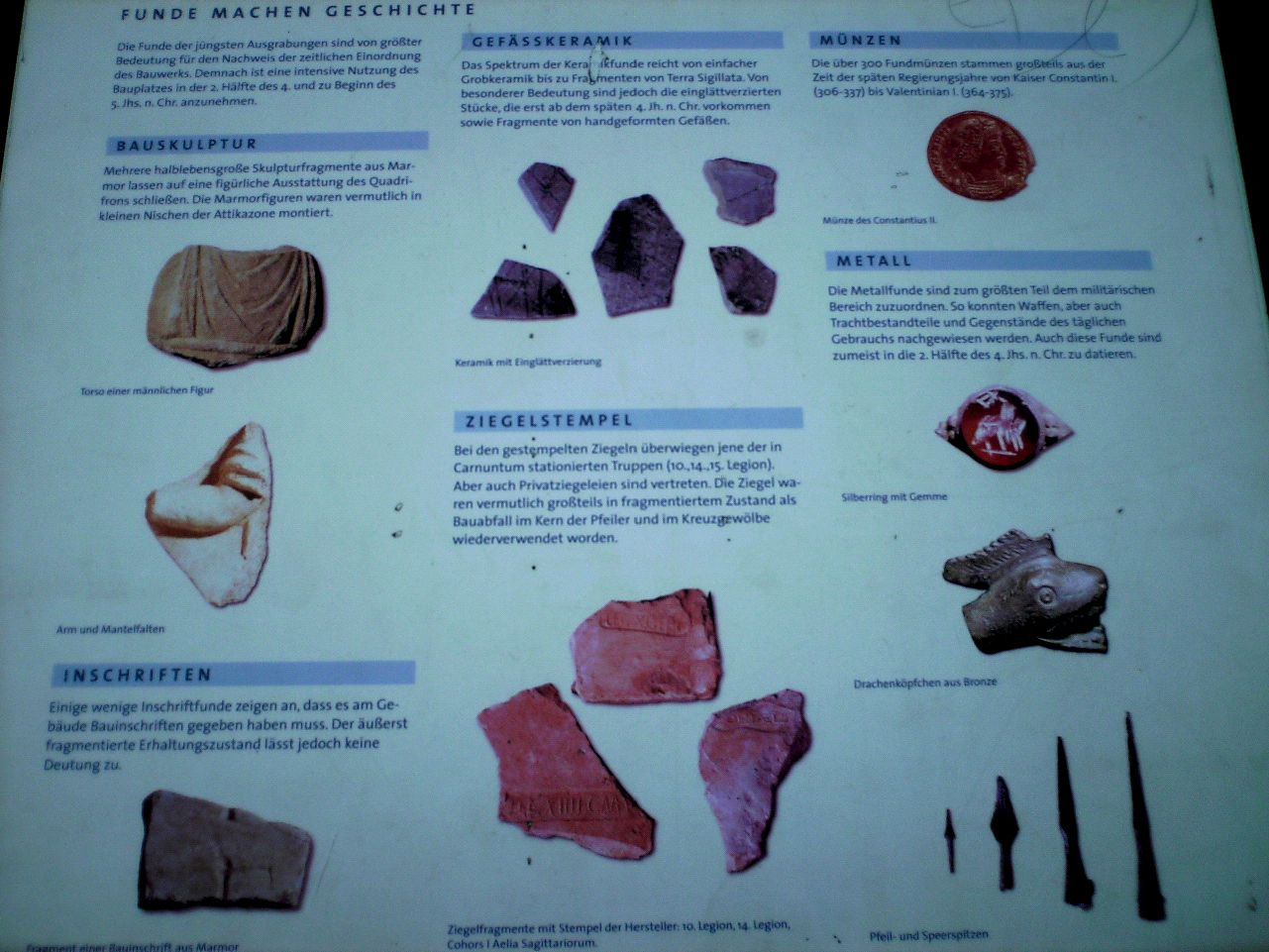
Informationstafel Kleinfunde am Schaugelände

Im Zentrum des Quadrifrons wurden hauptsächlich Ziegelbruch, Abschlag von Quaderblöcken und Spolien geborgen, darunter auch Bruchstücke einer überlebensgroßen Kaiserstatue, die vermutlich Constantius II. darstellte. Die kleinteilige Form des Materials dürfte auf die Sprengungen im 15. oder 16. Jahrhundert zurückzuführen sein.
Bei den Grabungen 1998–2001 konnten auch über 300 Münzen geborgen werden. Diese Anzahl war ausreichend, um eine präzise Datierung des Monumentes vornehmen zu können. Die Münzen wurden ausnahmslos in der Zeitspanne zwischen Konstantin I. (306–337 n. Chr.) und Valentinian I. bzw. seines Mitregenten Valens (364–378 n. Chr.) geprägt. Der größte Teil stammte jedoch aus den Regierungsjahren der Söhne Konstantins I.
Auf den umliegenden Flächen kam bei den Untersuchungen vor allem Versturzmaterial zum Vorschein. Es bestand vorwiegend aus Bruchsteinen, Ziegelbruch, Kalkmörtelmasse, Resten von rotem Wandverputz, Fragmenten von Architekturteilen, Reliefs und Marmorstatuen sowie diversen Keramik- und Metallfunden (darunter auch ein Drachenköpfchen aus Bronze).
Das Spektrum der Keramikscherben reicht von einfacher Grobkeramik bis zu Fragmenten von Terra Sigillata. Von besonderem Interesse sind auch die einglättverzierten Stücke, die erst ab dem späten 4. Jahrhundert vorkamen, sowie Teile von handgeformten Gefäßen.
Die überwiegend auftretende, grautonige Keramik lässt sich auf das späte 4. Jahrhundert datieren.
Abgeschlagene Randfragmente von Weihealtären lassen darauf schließen, dass die Spolien vor Ort zugerichtet wurden. In der Nähe des Monumentes konnte in der Folge noch ein fünf bis acht Zentimeter dicker Bodenestrich und im Südwesten eine Schotterstraße beobachtet werden.
Die zahlreichen Ziegelbruchstücke stammen aus den Pfeilern und dem Kreuzgewölbe des Bauwerkes. Sie waren teils mit Stempeln der im Laufe der Zeit in Carnuntum stationierten X., XIIII. und XV. Legion versehen. Zusätzlich konnte ein Exemplar von der auch für das Kastell Klosterneuburg nachgewiesenen COH(ors) I AEL(ia) S(agittariorum) geborgen werden. Privatziegeleien sind durch die Stempel der ATILIA FIRMA und des C(aius) VAL(erius) CONST(ans) KAR(nuntius) vertreten, die vermutlich ebenfalls dort ansässig waren.

## Inschriften
Einige wenige Inschriftenreste zeigten, dass ursprünglich am Gebäude auch eine Bauinschrift angebracht war. Da von ihr nur wenige Fragmente geborgen werden konnten, war eine Rekonstruktion oder Deutung des Textes nicht möglich. Bislang konnten nur die Inschriften der zweitverwendeten Altäre entziffert werden.
- Die Inschrift einer um 1868 an der Westseite abgestürzten Tafel (heute im Kunsthistorischen Museum Wien, Antikensammlung):[21]

„…[Iulius V]ale(n)s e[t Flaviu]s Adauct[us] / [m]agistri col(legiorum) vet[e]/[r]anoru(m) centonari/oru(m) i(mpensis) s(uis) p(osuerunt)“
(Iulius Valens und Flavius Adauctus, Vorsteher des Kollegiums der Feuerwehr, haben aus eigenen Mitteln … aufstellen lassen)
- Inschrift eines Weihaltars für Merkur, vermutlich vor 1868 an der Westseite herabgefallen (heute im Depot des Archäologischen Museums Carnuntum):[22]

„M(ercurio) s(acrum) / G(aius) Ap(…) / v(otum) s(olvit) l(ibens) m(erito)“
(Dem Gott Merkur geweiht. Gaius Ap(…) hat das Gelübde gern und nach Gebühr erfüllt)

## Die Sage vom Römerschatz beim Heidentor
Diese auch aus Sicht der Volkskunde interessante Sage fußt auf der in der örtlichen Bevölkerung weitverbreiteten und langen Tradition der Raubgräberei in dieser an archäologischen Schätzen reichen Region. In den antiken Gräberfeldern stießen die Menschen oft auf materiell wertvolle Beigaben, die ihr ansonsten karges Einkommen ein wenig aufbesserten. Auch wird darin die Technik des Eindringens in die mit schweren Steinplatten abgedeckten Steintruhen beschrieben. Meist durchschlugen die Schatzsucher aber gleich die dünneren Seitenwände der Sarkophage. Einige von ihnen sind heute im Museum Carnuntinum ausgestellt. Der Riese soll wohl das schlechte Gewissen des Schatzsuchers versinnbildlichen.

„Eines Abend hütete ein junger Bursche aus Petronell beim Heidentor seine Rinderherde. Als er sein Vieh schon nach Hause treiben wollte, sah er neben dem Tor eine bläuliche Flamme aus dem Boden züngeln. Da er dachte, dass an dieser Stelle vermutlich ein Schatz verborgen war, beschloss er ihn am darauffolgenden Tag zu heben. Am nächsten Abend erschien die Flamme wieder und der Hirte markierte die Stelle. Am dritten Tag begann er dort zu graben. Zu seiner Freude stieß er bald auf einen Steinsarkophag. Als er eine Ecke des Deckels abschlagen wollte, wurde er plötzlich hart an der Schulter gefasst. Hinter ihm stand eine Gestalt in seltsamer Kleidung, die ihm zurief: „Törichter, dieser Schatz ist nicht dir bestimmt! Sieh’ dort deine Kühe!“ Der zu Tode erschrockene Hirte sah, dass seine Tiere mittlerweile in einen Weingarten eingedrungen waren und dort großen Schaden anrichteten. Er sprang rasch aus der Grube, um das Vieh wieder zurückzutreiben. Das war auch sein Glück, denn es erhob sich nun ein gewaltiges Getöse und die Gestalt erschien ihm nun um vieles größer als noch kurz vorher. Der Riese brach ein gewaltiges Stück Mauerwerk aus dem Tor, schleuderte es auf das von dem Burschen gegrabene Loch und begrub so den Schatz für immer. Seitdem liegt im Osten des Heidentores ein riesiger Mauerblock.“

## Hinweise

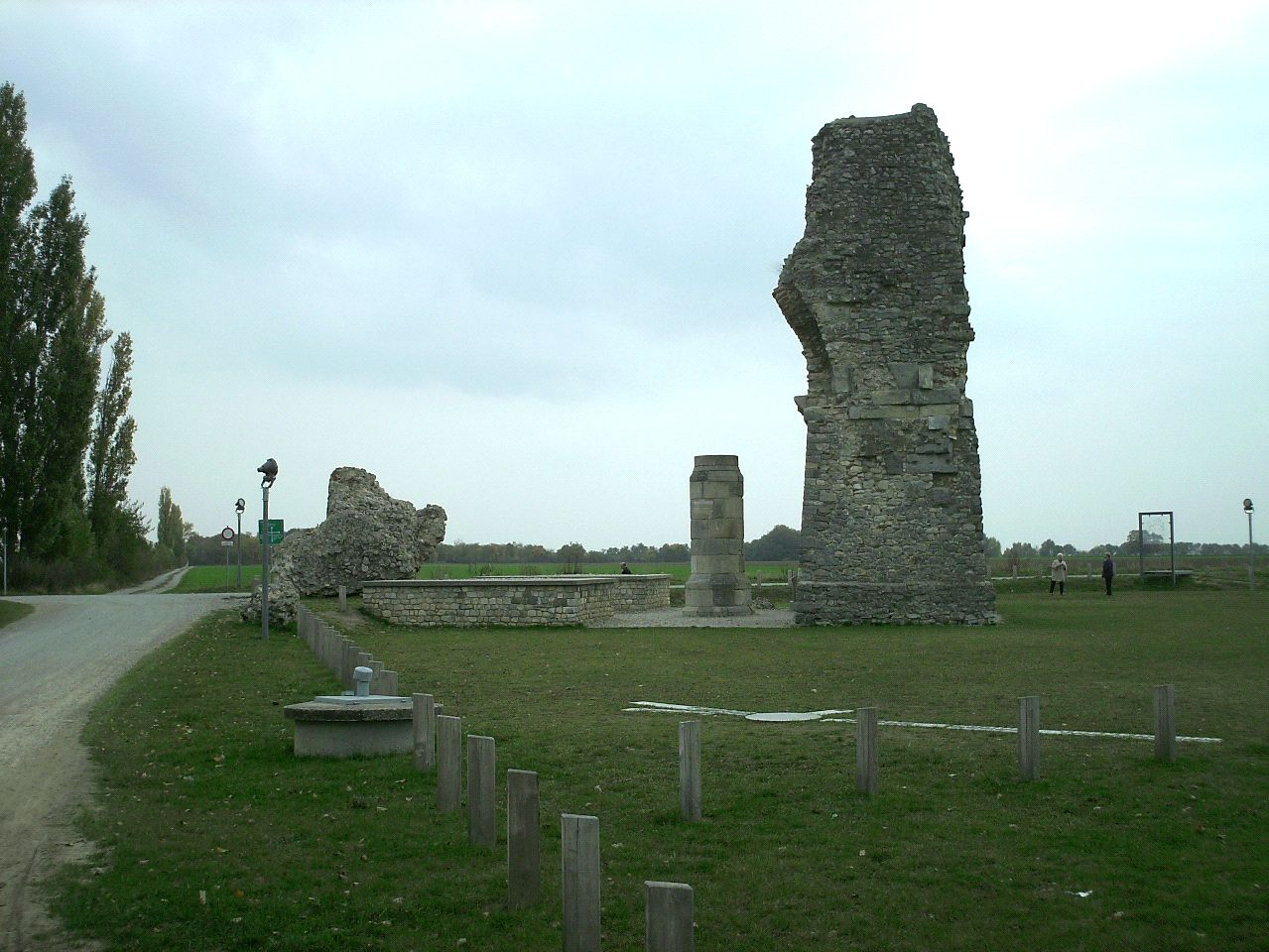
Blick vom Norden auf das Schaugelände

Die archäologische Landschaft Carnuntum erstreckt sich vom Braunsberg bei Hainburg bis ans Donauufer bei Petronell/Deutsch-Altenburg. Sie ist Mittelpunkt der provinzialrömischen Archäologie in Österreich. Die drei Kernzonen des Archäologischen Parks Carnuntum umfassen das Ausgrabungsgelände mit teilweise wiederaufgebauten Gebäuden der Zivilstadt zwischen Bad Deutsch Altenburg und Petronell, das Legions- und Reiterlager, ein Brückenkopfkastell, die beiden Amphitheater, den antiken Hafen, den Stadtberg (Pfaffenberg) und den Lagervicus, der etwa zwei Kilometer vom Zentrum Carnuntums entfernt liegt. Die meisten antiken Bauwerke inklusive des Heidentors sind für Besucher frei zugänglich. Das Triumphalmonument markiert die südwestliche Grenze der Zivilstadt. Mit dem PKW von Richtung Wien kommend, biegt man am Ortsrand von Petronell (vor dem Parkplatz) rechts ab und erreicht nach etwa einem Kilometer das Schaugelände. Nach Abschluss der Restaurierungsarbeiten im Jahr 2001 wurde das Monument neu präsentiert; Informationstafeln geben Auskunft über die neuesten Forschungsergebnisse. Eine Rekonstruktionsmodell sowie eine maßstabgetreue dreidimensionale Grafik auf einer transparenten Kunststoffplatte erlauben es dem Besucher, sich durch die optische Überlagerung mit der Ruine vor Ort eine gute Vorstellung vom ursprünglichen Aussehen des Tores und dem Grad seiner Zerstörung zu machen. Das Heidentor ist heute Wahrzeichen des antiken Österreichs und der umliegenden Region der Hainburger Pforte. Zusätzlich dient es als Logo des archäologischen Parks und befindet sich auch im Wappen der Marktgemeinde Petronell-Carnuntum.

## Denkmalschutz
Die Anlage ist ein Bodendenkmal im Sinne des Österreichischen Denkmalschutzgesetzes. Nachforschungen und gezieltes Sammeln von Funden ohne Genehmigung des Bundesdenkmalamtes stellen eine strafbare Handlung dar. Zufällige Funde archäologischer Objekte (Keramik, Metall, Knochen etc.), sowie alle in den Boden eingreifenden Maßnahmen sind dem Bundesdenkmalamt (Abteilung für Bodendenkmale) zu melden.